# Congratulations (música de Roomie, PewDiePie e Boyinaband)
"Congratulations" é uma música do YouTuber e personalidade da internet PewDiePie, lançada em março de 2019. A música foi escrita como uma resposta ao rapper indiano T-Series, que estava competindo com PewDiePie pelo título de canal com mais inscritos no YouTube na época.
A letra da música apresenta críticas a T-Series e à indústria musical em geral, bem como uma mensagem de agradecimento aos fãs de PewDiePie por apoiá-lo. A música foi produzida pelo colaborador frequente de PewDiePie, Party In Backyard, e apresenta vocais de Roomie, outro YouTuber conhecido.
"Congratulations" foi bem recebida pelos fãs de PewDiePie, com o vídeo da música atingindo milhões de visualizações em questão de dias após o lançamento. A música também gerou alguma controvérsia, já que alguns a consideraram ofensiva em relação à cultura indiana e a T-Series em particular.

## Background
Em meados de 2018, a contagem de inscritos do canal de videoclipes indiano T-Series rapidamente se aproximou da do comediante sueco da web PewDiePie, que na época era o YouTuber com mais inscritos. Como resposta, os fãs do PewDiePie e outros YouTubers mostraram seu apoio ao PewDiePie, enquanto os fãs do T-Series e outros YouTubers mostraram apoio ao T-Series, na competição PewDiePie vs T-Series . Durante a competição, ambos os canais vinham conquistando um grande número de inscritos em um ritmo acelerado. Os dois canais se superaram na contagem de assinantes em várias ocasiões em fevereiro, março e abril de 2019.